# Jimmy Corrigan – Der klügste Junge der Welt
Jimmy Corrigan – Der klügste Junge der Welt (Originaltitel: Jimmy Corrigan: The Smartest Kid on Earth) ist ein preisgekrönter Comic von Chris Ware. Die Rahmenhandlung der Erzählung schildert das Treffen des erwachsenen Jimmy Corrigan mit seinem Vater; es handelt sich trotz des Titels also nicht um das Feiern eines Wunderkindes: in Rückblenden wird Corrigans düsteres, einsames Leben ausschnittweise beleuchtet. 1995 bis 2000 veröffentlichte Ware Teile des Comics in der Zeitung New City, Chicago, und in seiner eigenen Comicreihe Acme Novelty Library.  2000 erschien die gesamte Erzählung in Buchform im Verlag Pantheon Books, 2013 erschien Jimmy Corrigan auf Deutsch bei Reprodukt.

## Form und Handlung
Jimmy Corrigan – Der klügste Junge der Welt ist eine komplexe Comicerzählung über Jimmy Corrigan und seinen Vater. Parallel dazu erzählt die Geschichte von Jimmy Corrigans Großvater, der von seinem Vater verlassen wird. Chris Ware erzählt unter anderem mit Rückblenden, Traumsequenzen und Metaphern und bedient sich grafischer Stilmittel wie Infografiken oder Bastelbögen. Jimmy Corrigan ist ein Büroangestellter Mitte Dreißig in Chicago, der ein einsames und eintöniges Leben führt. Der einzige soziale Kontakt scheint der zu seiner Mutter zu sein, die ihn täglich anruft. Sein Vater, den er nie kennengelernt hat, nimmt mit einem Brief Kontakt mit ihm auf. Corrigan folgt der Einladung seines Vaters zu Thanksgiving und beide verbringen einige Tage miteinander, doch sie bleiben sich fremd. Corrigan lernt eine für ihn unbekannte Seite seiner Familie kennen, er trifft seinen Großvater und die Adoptivtochter seines Vaters. Am Ende stirbt aber Corrigans Vater bei einem Autounfall und Corrigan reist nach Chicago zurück. In der Parallelgeschichte wird geschildert, wie der Großvater Corrigans, James Corrigan, als Kind mit seinem Vater nach Chicago zieht. Die Mutter ist früh gestorben, sodass der Junge nur den Vater als Bezugsperson hat. Am Ende verlässt auch James’ Vater den Jungen. Das Thema der Comicerzählung Jimmy Corrigan – Der klügste Junge der Welt sind Vater-Sohn-Beziehungen, die misslingen. Das Idealbild von Familie und Zusammenleben, das sich Corrigan in der Fantasie erträumt, bleibt vorerst für Corrigan in der Realität unerreichbar.

## Preise und Auszeichnungen
Ware erhielt für Jimmy Corrigan – Der klügste Junge der Welt 2001 den Guardian First Book Award; damit gewann zum ersten Mal eine Comicerzählung einen der bedeutenden Buchpreise in Großbritannien. Mit Jimmy Corrigan gewann Ware außerdem 2003 den Prix du meilleur album beim internationalen Comicfestival von Angoulême.

## Trivia
Die deutsche Alternative-Country-Band Bananafishbones widmete dem Charakter 2004 auf dem Album 36 m² ein Lied mit dem Titel Jimmy Corrigan, gesungen von Gitarrist Peter Horn jr. – beinahe ein Jahrzehnt, bevor die Comics überhaupt auf Deutsch erschienen.